# فارنهام
latitudeفارنهامlongitudeفارنهام
فارنهام (به انگلیسی: Farnham) یک شهرک در بریتانیا است که در Waverley واقع شده‌است.

## خصوصیات
فارنهام ۳۶٫۵۲ کیلومترمربع مساحت و ۳۹٬۴۸۸ نفر جمعیت دارد.